# Coleophora polonica
Coleophora polonica é uma espécie de mariposa do gênero Coleophora pertencente à família Coleophoridae.